# Kostel svatého Jana Křtitele (Počátky)
Kostel svatého Jana Křtitele stojí na Palackého náměstí v Počátkách. Od roku 1963 je chráněn jako kulturní památka.

## Historie
První písemná zmínka o kostele pochází z roku 1273, v roce 1354 je uváděn jako farní. V roce 1575 přibyla sakristie. Roku 1594 přešel jeho patronát pod jezuity. V roce 1653 vyhořel a v letech 1688-1690 prošel barokní přestavbou. Při opravách po požáru v roce 1824 získal současnou podobu.

## Popis
Jedná se o jednolodní stavbu, ke které po obou stranách přiléhá pětice bočních kaplí, nižších než vlastní loď. Presbytář je trojboce uzavřený, na severní straně lodi je přistavěna hranolová věž. Hlavní oltář pochází z roku 1690, v presbytáři se nachází reliéf Ukřižování z období pozdní gotiky a soška Madony z první poloviny 15. století. Z konce 17. století pochází plastiky dvanácti apoštolů v lodi kostela.